# Tom DiCillo
Tom DiCillo est un réalisateur, chef opérateur et scénariste américain, né le 14 août 1953 à Camp Lejeune en Caroline du Nord.

## Biographie
Tom DiCillo nait à Camp Lejeune d'un père italien et d'une mère américaine.
Il étudie l'écriture créative à la Old Dominion University de Norfolk (Virginie). Il se rend ensuite à New York pour étudier la réalisation cinématographique à la New York University's Film School, aux côtés de Jim Jarmusch et Spike Lee.
Après ses études, il travaille d'abord comme acteur, puis comme chef opérateur, avant de devenir réalisateur.

## Filmographie

### Réalisateur

#### Cinéma
- 1991 : Johnny Suede
- 1995 : Ça tourne à Manhattan (Living in Oblivion)
- 1996 : Box of Moonlight
- 1997 : Une vraie blonde (The Real Blonde)
- 2001 : Bad Luck! (Double Whammy)
- 2006 : Delirious
- 2008 : When You're Strange

#### Télévision
- 2002 : Monk  (Série télé, épisode Mr. Monk Meets the Playboy)
- 2011 : New York, unité spéciale
  - Blood Brothers (Saison 13, épisode 3)
  - Double Strands (Saison 13, épisode 4)

### Acteur
- 1985 : Stranger Than Paradise, guichetier d'aéroport.

### Chef opérateur
- 1980 : Permanent Vacation de Jim Jarmusch
- 1980 : Underground USA
- 1983 : Burroughs: The Movie de Howard Brookner
- 1983 : Variety de Bette Gordon
- 1984 : Stranger Than Paradise
- 1987 : Robert Wilson and the Civil Wars (en)
- 1987 : Robinson's Garden
- 1988 : Street Generation (The Beat) de Paul Mones
- 1989 : Laura Ley
- 2003 : Coffee and Cigarettes de Jim Jarmusch

## Distinctions
- 1995 : Grand prix au Festival de Deauville pour Ça tourne à Manhattan
- 2006 : Coquille d'argent du meilleur réalisateur et Prix du meilleur scénario au 54e Festival de Saint-Sébastien pour Delirious